# 大みかゴルフクラブ
大みかゴルフクラブ（おおみかゴルフクラブ）は、茨城県日立市大みか町にあるゴルフ場である。

## 沿革
日立製作所の創業者・小平浪平は、日立村に優秀な人材を集めるため、社宅、病院などを建てた。小平は、社員の娯楽と外国賓客の接待を考えて、新たなゴルフ場の建設を計画、建設用地は大甕神社の麓から常磐線の傍までのシーサイドコースである。
コース設計は井上誠一に依頼、クラブハウスは東京帝国大学建築科教授の岸田日出刀に依頼し着工された。岸田は高床式で神殿造りのクラブハウスを設計した。
1936年（昭和11年）10月11日、「日立ゴルフ倶楽部」18ホールのゴルフ場が完成、茨城県で最初にできたゴルフ場である。小平は「三井、三菱にもない自前のゴルフ場だ」と自慢した。古写真とコース平面図によると、クラブハウスから常磐線方面へ大きく緩やかなうねりの丘陵地が広がるスタイルの、シーサイドコースだった。
しかし、1943年（昭和18年）7月、戦争で日立ゴルフ倶楽部は解散、コースは農地化された。1945年（昭和20年）8月、敗戦となり、農地化された用地は農地改革で政府が買上げ、残ったのはクラブハウス周りの用地だけだった。1950年（昭和25年）、小さくなった用地に3ホールのショートコースで再開場した。1953年（昭和28年）、増設して6ホール規模になった。
1954年（昭和29年）、「大洗ゴルフ倶楽部」の開場で刺激となり、1955年（昭和30年）、「大甕ゴルフ同好会」を結成した。1960年（昭和35年）、用地を買戻し、1962年（昭和37年）、増設して8ホールに改造拡張され、日立製作所の福利厚生施設として運営された。現在は6ホールで使用されており、一般のゴルファーもプレー可能である。
2019年（令和元年）7月3日、日立製作所は「日立オリジンパーク（Hitachi Origin Park）」の設立を発表した。そして、ゴルフ場を2020年（令和2年）3月17日から2年間休場し、再開業は2022年（令和4年）春の予定とされた。「日立オリジンパーク」は、日立が1910年（明治43年）に創業以来の企業理念や創業の精神を紹介する施設で、「創業小屋」、「小平記念館」、「大みかクラブ」、「大みかゴルフクラブ」の4つの施設から構成されている。「大みかクラブ」には、日立事業所海岸工場から「創業小屋」を移設、多目的ホール「小平記念館」を新たに建設し、「大みかクラブ」を改修する。
予定通り、2022年3月に日立オリジンパークの一つとして、営業が再開された。

## 特徴
本コースは、8ホール（7番と8番はアプローチ練習用のため、実質は6ホール）であることから、総務省令がゴルフ場利用税で定義する「ゴルフ場」に該当しない非課税コースとなるのに加え、企業の福利厚生施設として営利を目的としないため、通常のゴルフ場よりも割安にプレーができる。18ホールのプレーは1 - 6番ホールを3度回る形で実施され、配布されるスコアカードもそれを前提にしたスタイルとなっている。一方、非営利施設のためデポットの修復業者を置いていないことから、修復はプレーヤー自身がおこなうよう注意が呼びかけられている。キャディも不在である。

## 所在地
〒214-0032 茨城県日立市大みか町六丁目19番22号

## コース情報
- 開場日 - 1936年10月11日
- 設計者 - 井上誠一
- 面積 - 200,000m2（約6万坪）
- コースタイプ - 林間コース
- コース - 8ホールズ、パー30、2,257ヤード
- ティグランド - コウライ
- フェアウェー - コウライ
- グリーン - 1グリーン、コウライ
- 練習場 - アプローチ練習場
- 休場日 - 毎週月曜日（他に年末年始休および不定休あり）[7]
  - リニューアル前は毎週水曜日が休場日だった[8]。

## 交通アクセス
鉄道
- 常磐線（JR東日本） - 大甕駅より タクシー利用約5分